# Gewöhnlicher Andorn
Der Gewöhnliche Andorn (Marrubium vulgare), auch Weißer Andorn, Gemeiner Andorn, kurz Andorn, Helfkraut, Weißer Dorant, Mariennessel oder Berghopfen genannt, ist eine Pflanzenart aus der Gattung Andorn (Marrubium) in der Familie der Lippenblütler (Lamiaceae). Die Art wurde früher häufig als Heilpflanze kultiviert. Von Wissenschaftlern der Universität Würzburg wurde Andorn zur Arzneipflanze des Jahres 2018 ausgerufen.

## Beschreibung
Der Gewöhnliche Andorn ist eine ausdauernde bis halbstrauchige krautige Pflanze, die Wuchshöhen von 30 bis 80 cm erreicht. Die Stängel sind aufrecht und vor allem in dem unteren Teil weißfilzig behaart.
Der Blattstiel ist auch bei den unteren Blättern kürzer als die Blattspreite. Die Blätter sind breit eiförmig bis kreisförmig, der Grund gerundet bis fast herzförmig, der Rand tief und unregelmäßig gezähnt. Die Blätter sind mit Sternhaaren bedeckt; sie sind auf der Unterseite dichter filzig behaart als auf der verkahlenden Oberseite. Das Nervennetz ist in die Blattoberseite tief eingesenkt.

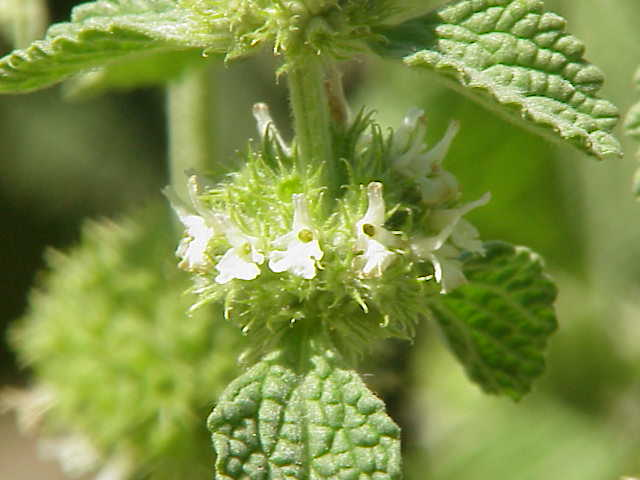
Scheinquirl des Gewöhnlichen Andorns (Marrubium vulgare)

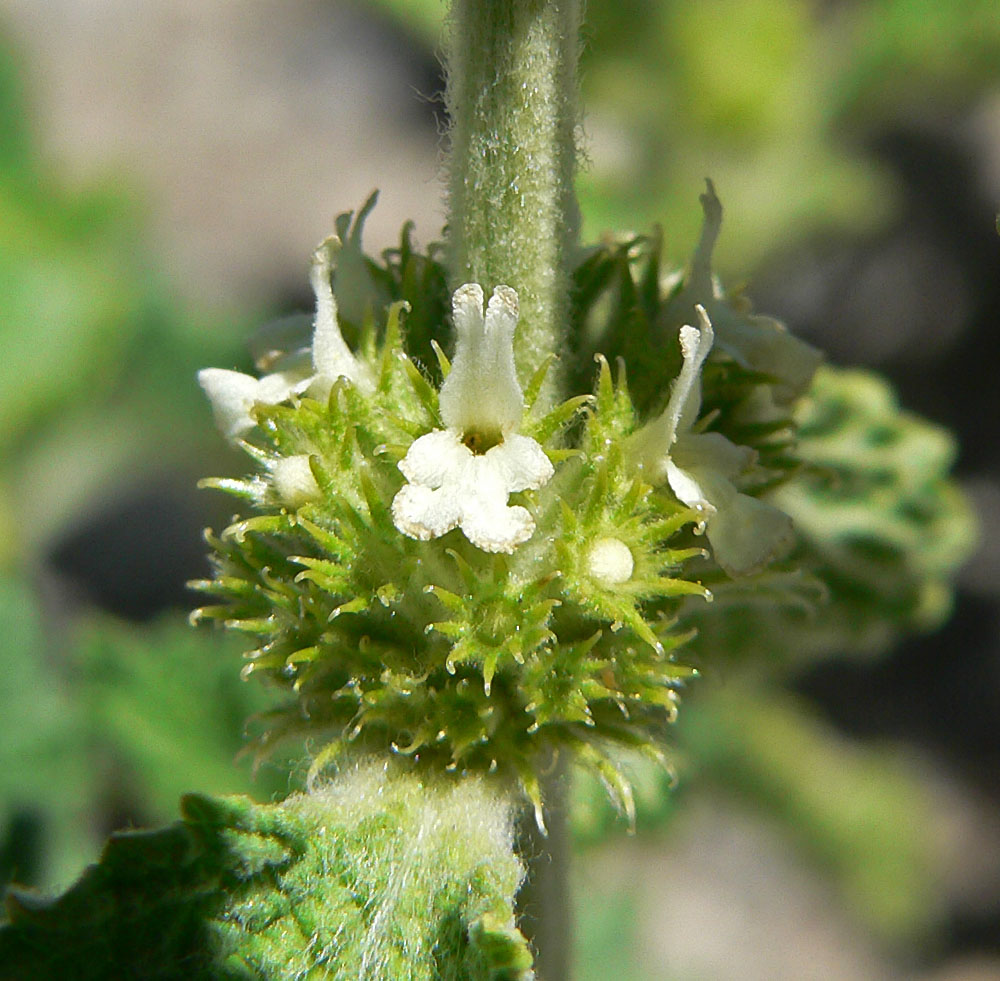
Blüte

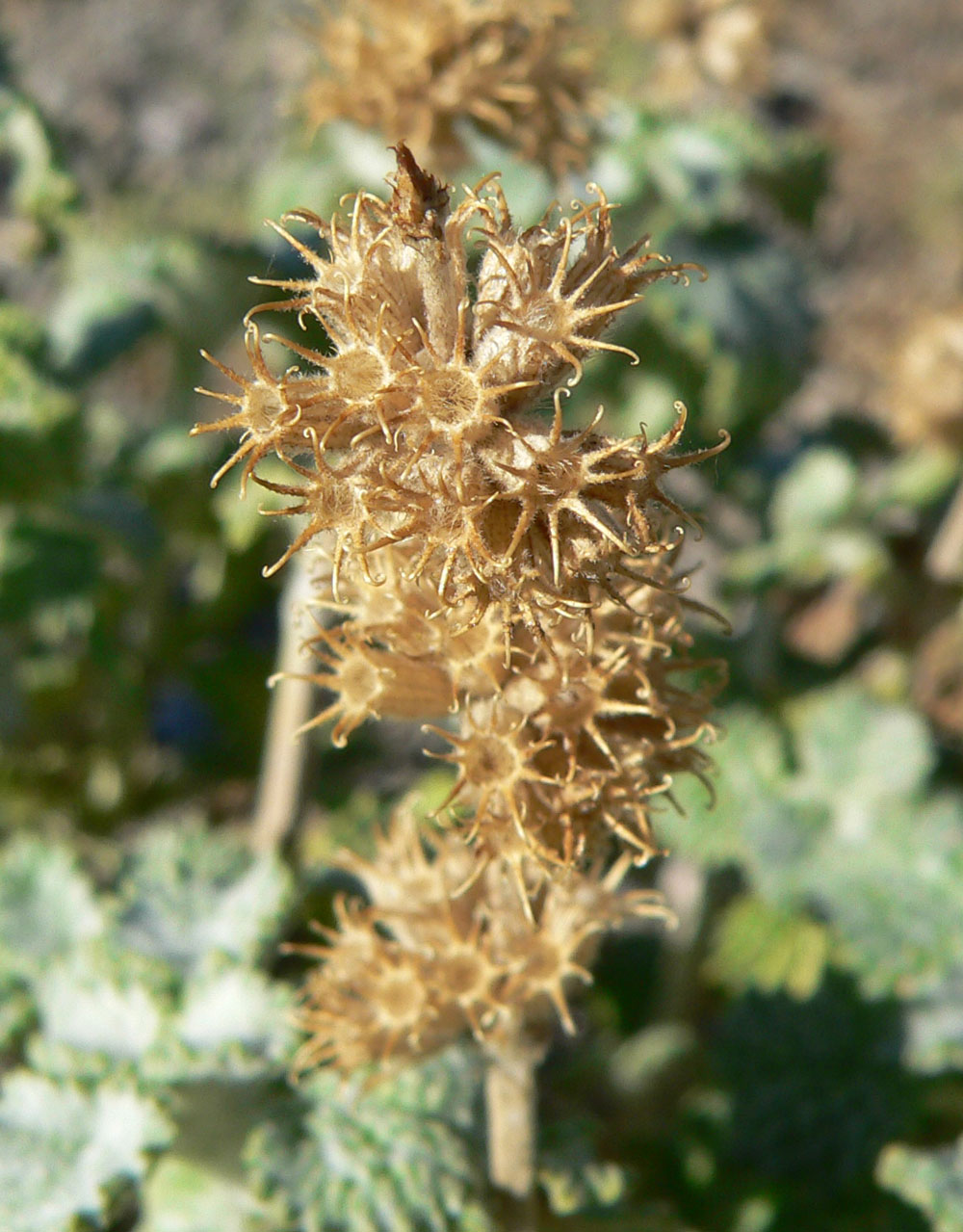
Früchte

Die Scheinquirle stehen voneinander entfernt und sind vielblütig und kugelig. Die Vorblätter sind mindestens so lang wie die Kelchröhre, pfriemlich und zottig-federig behaart. Die Kelchröhre ist 3 bis 4 mm lang, undeutlich 10-nervig und zottig-weichhaarig; die die Art kennzeichnenden Kelchzähne sind meist zu zehnt, fast gleich, abstehend, zur Fruchtzeit hakig gekrümmt. Die Krone überragt mit 6 bis 7 mm den Kelch; sie ist weiß und außen dicht sternhaarig. Die Klausen sind 1,5 bis 2 mm lang und haben eine glatte, grau- bis hellbraune Oberfläche.
Die Blütezeit reicht von Mai bis August.
Die Chromosomenzahl beträgt 2n = 34.

## Verbreitung
Der Gewöhnliche Andorn (griechisch-lateinisch früher prassium und marrubium genannt) ist im Mittelmeergebiet weit verbreitet und in weite Teile Nord- und Südamerikas sowie Australiens verschleppt worden. In Mitteleuropa ist die Art ein Archäophyt, der aus dem früher verbreiteten Heilpflanzen-Anbau verwilderte und sich in wärmeren Gegenden auch einbürgerte. Solche stabilen Vorkommen reichen bis nach Südschweden und ins südliche Schottland. Älteste archäologische Nachweise in Mitteleuropa stammen aus der Jungsteinzeit (4000 v. Chr.).
Der Gewöhnliche Andorn kommt in Mitteleuropa meist in der Umgebung von Dörfern vor und besiedelt dort wie auch im Mittelmeergebiet Ruderalstandorte und Weiden auf trockenen Ton- und Lehmböden. Er ist in Mitteleuropa eine Charakterart des Verbands Onopordion acanthii, kommt aber auch im Arction lappae-Verband vor. Er steigt in Graubünden im Schams bis 1020 Meter, im Kanton Wallis vereinzelt bis 1450 Meter Meereshöhe auf.
Die ökologischen Zeigerwerte nach Landolt et al. 2010 sind in der Schweiz: Feuchtezahl F = 2 (mäßig trocken), Lichtzahl L = 4 (hell), Reaktionszahl R = 4 (neutral bis basisch), Temperaturzahl T = 4+ (warm-kollin), Nährstoffzahl N = 5 (sehr nährstoffreich oder überdüngt), Kontinentalitätszahl K = 4 (subkontinental).
In Deutschland steht der Gewöhnliche Andorn auf der Roten Liste der vom Aussterben bedrohten Arten und darf daher nicht wild geerntet werden.

## Taxonomie
Der wissenschaftliche Name Marrubium vulgare wurde 1753 von Carl von Linné in Species Plantarum erstveröffentlicht.

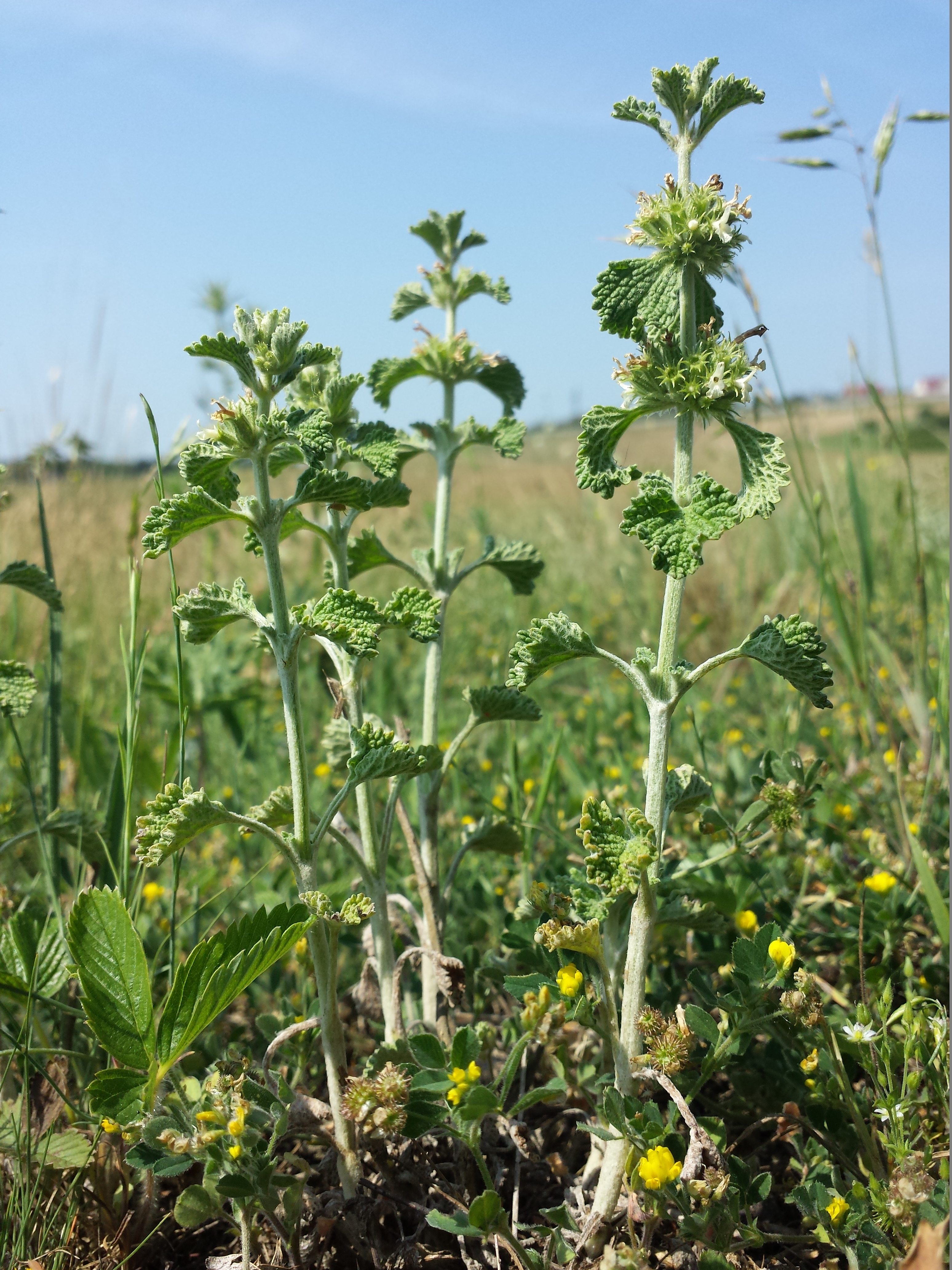
Gewöhnlicher Andorn (Marrubium vulgare)

## Verwendung in der Medizin
Der Andorn enthält den Bitterstoff Marrubiin, ein Furanolabdan-Diterpen sowie ätherische Öle, Schleim, Harze, Wachse und Gerbstoffe.
Als Droge dient das sogenannte Andornkraut; das sind die getrockneten Blätter und oberen Stängelteile (Marrubii herba). Andornextrakte wirken leicht schleimlösend und fördern den Auswurf von Sekret aus den Bronchien. Daher kommt Andorn traditionell bei Atemwegserkrankungen zum Einsatz. Die Substanz Marrubiin bewirkt zudem, dass vermehrt Gallensäfte ausgeschüttet werden, sie regt die Magensäurebildung an und kurbelt die Magen-Darm-Tätigkeit an. Deshalb kann Andorn als pflanzliches Mittel bei Gallenbeschwerden helfen, aber auch Blähungen, Völlegefühl und Appetitlosigkeit lindern.
Avril Rodway schreibt: „in einem Kräuterbuch aus dem Jahre 1692 heißt es: Sirup aus den frischen grünen Blättern von Andorn und Zucker ist eine unübertreffliche Medizin gegen Husten und Lungenpfeifen“. Außerdem wurde es als Mittel gegen Würmer und Vergiftungen geschätzt. Als Abführmittel ist es ebenfalls wirksam.
Aufgrund seiner herausragenden historischen Bedeutung sowie der umfangreichen Dokumentation seiner Wirkungen wurde der Andorn von Wissenschaftlern der Universität Würzburg („Studienkreis Entwicklungsgeschichte der Arzneipflanzenkunde“) zur „Arzneipflanze des Jahres 2018“ gewählt. Der Einsatz der krautigen Pflanze bei Katarrhen der Atemwege, insbesondere Bronchitis, sowie bei Verdauungsbeschwerden ist bereits seit über 2000 Jahren dokumentiert. Heute wird Andornkraut in Deutschland zur Schleimlösung bei Husten im Rahmen von Erkältungen angewendet. Als Fertigarzneimittel stehen ein Extrakt in Form von Bronchialtropfen und Frischpflanzenpresssäfte zur Verfügung. Andorn wirkt schleimlösend bei festsitzendem Schleim, antientzündlich und krampflösend.